# Józef Kokot (piłkarz)
Józef Andrzej Kokot (ur. 24 sierpnia 1929 w Lipinach, zm. 2 października 2018 w Świętochłowicach) – polski piłkarz, napastnik.
Karierę zaczynał w Naprzodzie z rodzinnej miejscowości. W 1951 został zawodnikiem warszawskiej Legii, jednak w jej barwach rzadko wybiegał na boisko i po dwóch sezonach odszedł do ŁKS. W łódzkim zespole grał przez 2 lata, by w 1955 wrócić do macierzystego klubu. Występował także w Górniku Radlin i BKS Stal Bielsko-Biała.
W reprezentacji Polski zagrał tylko raz. 8 sierpnia 1954 Polska zremisowała 2:2 z Bułgarią w meczu towarzyskim.